# Bisbat de Caiena
El bisbat de Caienna  (francès: Diocèse de Cayenne , llatí: Dioecesis Caiennensis) és una seu de l'Església Catòlica a França, sufragània de l'arquebisbat de Fort-de-France. Al 2013 tenia 188.000 batejats sobre una població de 260.000 habitants. Actualment està regida pel bisbe Emmanuel Marie Philippe Louis Lafont.

## Territori
La diòcesi comprèn tota la Guaiana Francesa
La seu episcopal és la ciutat de Caiena, on es troba la catedral de Santíssim Salvador.
El territori s'estén sobre 90.000 km², i està dividit en 28 parròquies.

## Història
Els primers missioners catòlics a evangelitzar la Guaiana francesa van ser els caputxins, la presència al territori dels quals està testificada des del 1643: dos frares són coneguts en aquesta missió, Jean-Baptiste de Dieppe i Bernardin du Renouard.
El 1665 els jesuïtes van obtenir el permís de la Companyia de les Índies Occidentals per instal·lar-se a Guyana. Amb ells van començar una campanya més intensa i fructífera de l'evangelització, que duraria un segle, fins al 1762, en què fins i tot a la Guyana s'aplicarà la llei sobre la supressió de la Companyia de Jesús. Els jesuïtes van fundar la primera parròquia i introduïren també en la Guaiana francesa el sistema de reduccions a Kourou, Conamama i Sinnamary.
Va ser a través dels esforços dels jesuïtes que va ser erigida la prefectura apostòlica de la Guaiana francesa al desembre de 1731, amb territori desmembrat de la Prefectura Apostòlica de les illes i el continent (avui arxidiòcesi de Fort-de-France).
L'últim superior dels jesuïtes, Alexis Ruel, va romandre a Guyana, com un simple sacerdot missioner, fins a 1768, quan va ser retirat a França.
Després de l'expulsió dels jesuïtes, la missió patir molt, fins que, el 1775, es va encomanar a la Congregació de l'Esperit Sant.
El 1825 es va iniciar el treball de reconstrucció de l'antiga església de Sant Nicolau de Cayenne; les obres van acabar el 1833 i es va dedicar al Santíssim Salvador. És l'actual catedral diocesana.
A mitjans del segle xix, els jesuïtes van poder tornar a Guaiana Francesa. Se'ls confià la missió de capellans dels diferents llocs de detenció de la colònia penal erigides simultàniament a Cayenne.
Cap a la fi del segle les tensions entre els esperitans i el governador local van conduir a l'expulsió dels religiosos, seguint l'exemple del que estava passant a la França continental;la prefectura apostòlica es va encomanar, doncs, al clergat secular, fins al moment de l'esclat de la Primera Guerra Mundial.
El 10 de gener de 1933, amb el breu Quae catholico nomini del papa Pius XI, la prefectura apostòlica va ser elevada a vicariat apostòlic.
El 23 de febrer de 1956, amb la butlla Qua sollicitudine del Papa Pius XII, el vicariat apostòlic va ser elevat a diòcesi i va assumir el seu nom actual.

## Cronologia episcopal
- Louis de Villette, S.J. † (1731 - 1736)
- Pierre de la Raffinie, S.J. † (1736 - 1746)
- Philippe d'Huberland, S.J. † (1746 - 1760)
- Henri Ghuez, S.J. † (1761 - 1762)
- Alexis Ruel, S.J. † (1762)
- Fleury † (1762 - 1764)
- Alexis Ruel, S.J. † (1764 - 1768 renuncià)
- Destable † (1769 - 1771)
- Poussin † (1771 - 1775)
- Robillard † (1775 - 1777)
- Radel † (1777 - 1787)
- Jacquemin † (1787 - 1792)
- Legrand † (1792 - 1818)
- Paul Guillier † (1818 - 1847)
- Jean Dossat, C.S.Sp. † (1847 – 29 d'agost de 1868 mort)
- Olivier Hervé, C.S.Sp. † (abans del 8 de gener de 1869 - 1872 renuncià)
- Ambroise Emonet, C.S.Sp. † (2 de març de 1873 - 1881 renuncià)
- Joseph Guyodo, C.S.Sp. † (1882 - 3 de maig de 1892 renuncià)
- Louis Pignol † (1892 - 1904)
- Marcel Beguin † (1904 - 1911)
  - Sede vacante
- Justin Fabre, C.S.Sp. † (gener de 1914 - 1924 mort)
- Léon Delaval, C.S.Sp. † (15 de gener de 1925 - 11 de novembre de 1931 mort)
- Pierre-Marie Gourtay, C.S.Sp. † (15 de gener de 1933 - 16 de setembre de 1944 mort)
- Alfred Aimé Léon Marie, C.S.Sp. † (12 de gener de 1945 - 1 de març de 1973 jubilat)
- François-Marie Morvan, C.S.Sp. † (1 de març de 1973 - 1998 renuncià)
- Louis Albert Joseph Roger Sankalé, C.S.Sp. (27 de juny de 1998 - 18 de juny de 2004 nomenat bisbe coadjutor de Niça)
- Emmanuel Marie Philippe Louis Lafont, dal 18 de juny de 2004

## Estadístiques
A finals del 2013, la diòcesi tenia 188.000 batejats sobre una població de 260.000 persones, equivalent al 72,3% del total.
| any  | població | població | població | sacerdots | sacerdots       | sacerdots       | sacerdots             | diaques | religiosos | religiosos | parròquies |
| ---- | -------- | -------- | -------- | --------- | --------------- | --------------- | --------------------- | ------- | ---------- | ---------- | ---------- |
| any  | batejats | total    | %        | total     | clergat secular | clergat regular | batejats por sacerdot | diaques | homes      | dones      |            |
| 1950 | 7.000    | 23.000   | 30,4     | 22        | 6               | 16              | 318                   |         |            | 71         | 18         |
| 1959 | 30.000   | 35.000   | 85,7     | 24        | 6               | 18              | 1.250                 |         | 20         | 82         | 17         |
| 1966 | 31.000   | 36.000   | 86,1     | 21        | 5               | 16              | 1.476                 |         | 20         | 87         | 15         |
| 1970 | 40.000   | 44.000   | 90,9     | 26        | 4               | 22              | 1.538                 |         | 24         | 91         | 21         |
| 1976 | 45.000   | 55.000   | 81,8     | 29        | 8               | 21              | 1.551                 |         | 22         | 103        | 20         |
| 1980 | 50.000   | 64.000   | 78,1     | 27        | 8               | 19              | 1.851                 |         | 22         | 96         | 26         |
| 1990 | 85.000   | 110.000  | 77,3     | 27        | 6               | 21              | 3.148                 | 1       | 27         | 105        | 25         |
| 1999 | 150.000  | 200.000  | 75,0     | 35        | 6               | 29              | 4.285                 | 5       | 31         | 72         | 23         |
| 2000 | 150.000  | 200.000  | 75,0     | 35        | 6               | 29              | 4.285                 | 5       | 32         | 74         | 23         |
| 2001 | 150.000  | 200.000  | 75,0     | 34        | 7               | 27              | 4.411                 | 5       | 30         | 73         | 23         |
| 2002 | 150.000  | 200.000  | 75,0     | 31        | 7               | 24              | 4.838                 | 5       | 26         | 73         | 23         |
| 2003 | 150.000  | 200.000  | 75,0     | 31        | 7               | 24              | 4.838                 | 6       | 26         | 73         | 23         |
| 2004 | 150.000  | 200.000  | 75,0     | 31        | 12              | 19              | 4.838                 | 7       | 21         | 70         | 23         |
| 2006 | 150.000  | 200.000  | 75,0     | 28        | 12              | 16              | 5.357                 | 4       | 18         | 70         | 26         |
| 2013 | 188.000  | 260.000  | 72,3     | 36        | 11              | 25              | 5.222                 | 9       | 30         | 25         | 28         |